# Valérie Dréville
Valérie Dréville (Boulogne-Billancourt, 10 marzo 1962) è un'attrice francese.

## Biografia
Valérie Dréville si è formata al Théâtre national de Chaillot, dove è stata allieva di Antoine Vitez, Yannis Kokkos, Aurélien Recoing e Georges Aperghis, e al Conservatoire National Supérieur d'Art Dramatique di Parigi, dove ha studiato con Viviane Théophilides, Claude Régy, Gérard Desarthe e Daniel Mesguich.

## Filmografia parziale
- Mio zio d'America (Mon oncle d'Amérique), regia di Alain Resnais (1980)
- La vita è un romanzo (La vie est un roman), regia di Alain Resnais (1983)
- Prénom Carmen, regia di Jean-Luc Godard (1983)
- Les Baisers de secours, regia di Philippe Garrel (1989)
- La Sentinelle, regia di Arnaud Desplechin (1992)
- À vendre - In vendita (À vendre), regia di Laetitia Masson (1998)
- La Maladie de Sachs, regia di Michel Deville (1999)
- 24 ore nella vita di una donna (24 heures de la vie d'une femme), regia di Laurent Bouhnik (2002)
- Violenza estrema ( Cette femme-là), regia di Guillaume Nicloux (2003)
- Elles, regia di Małgorzata Szumowska (2012)
- Saint Omer, regia di Alice Diop (2022)